# Strangalia beltii
Strangalia beltii là một loài bọ cánh cứng trong họ Cerambycidae.